# براق جوفين
براق جوفين (بالتركية: Burak Güven)‏ هو مغني تركي، ولد في 9 أكتوبر 1975 في إسطنبول في تركيا.

## وصلات خارجية
- براق جوفين على موقع ميوزك برينز (الإنجليزية)
- براق جوفين على موقع أول ميوزيك (الإنجليزية)
- براق جوفين على موقع ديسكوغز (الإنجليزية)